# Terror of the Vervoids
Terror of the Vervoids (El terror de los Vervoids) es el tercer serial de la 23.ª temporada de la serie británica de ciencia ficción Doctor Who, emitido originalmente en cuatro episodios semanales del 1 al 22 de noviembre de 1986. Se trata del tercer segmento del macroserial titulado The Trial of a Time Lord y aquí debutó Bonnie Langford como la nueva acompañante Mel Bush.

## Argumento
El Sexto Doctor comienza a aportar las pruebas para su defensa, y para ello, a diferencia de El Valeyard, que exploró el pasado y presente del Doctor, este se dispone a explorar el futuro, en el que él y su acompañante Mel llegan al crucero espacial Hyperion III en 2986, respondiendo a una llamada de socorro. Allí luchan contra una raza de alienígenas vegetales conocidos como los Vervoids, y al mismo tiempo deberán encargarse de frustrar un intento de motín en la nave por parte del oficial de seguridad Rudge.

### Continuidad
La nueva acompañante Mel aparece sin la típica historia de "encuentro", ya que se supone que esta historia sucede en el futuro del Doctor, cuando ya la ha conocido.

## Producción
| Episodio          | Fecha de emisión        | Duración | Espectadores en millones | Estado en el archivo  |
| ----------------- | ----------------------- | -------- | ------------------------ | --------------------- |
| Episodio 9        | 1 de noviembre de 1986  | 24:56    | 5,2                      | Cinta original en PAL |
| Episodio 10       | 8 de noviembre de 1986  | 24:18    | 4,6                      | Cinta original en PAL |
| Episodio 11       | 15 de noviembre de 1986 | 24:07    | 5,3                      | Cinta original en PAL |
| Episodio 12       | 22 de noviembre de 1986 | 24:45    | 5,2                      | Cinta original en PAL |
| [ 1 ] [ 2 ] [ 3 ] |                         |          |                          |                       |

Este fragmento del macroserial pasó por varias manos, entre otras David Halliwell, Jack Trevor Story, Christopher H. Bidmead y Peter J. Hammond. La versión de este último, titulada Paradise 5, le gustaba al editor de guiones Eric Saward, pero no le gustaba a John Nathan-Turner, que la rechazó y contrató en su lugar a Pip y Jane Baker. A Nathan-Turner tampoco le gustó la apariencia de los Vervoids, que a él se le asemejaban a los labios vaginales.
Diseñado como un típico misterio de asesinato a lo Agatha Christie ambientado en un crucero espacial, la auténtica estructura de la historia son reminiscentes de la etapa de Douglas Adams en la serie como editor de guiones, durante la temporada 17. En el primer episodio, el profesor Lasky aparece brevemente leyendo una copia de Asesinato en el Orient Express.
Este fue el último serial cuya banda sonora vino del BBC Radiophonic Workshop. Elizabeth Parker recibió inicialmente el encargo, pero por algunos cambios de agenda al final lo hizo Malcolm Clarke. Es coincidencia que el primer trabajo del Radiophonic Workshop en la serie, en The Sea Devils, también fue obra de Clarke.
Como no se usó un título individual en pantalla para esta historia, se ha producido cierta confusión respecto a qué título utilizar. Originalmente iba a llevar el título The Ultimate Foe, pero este título se asignó al siguiente serial. Los autores se han referido repetidamente a esta historia en entrevistas como The Vervoids, al igual que otros miembros de producción, pero este título no existe en ningún documento de la época. Cuando se publicó la novelización de Pip y Jane Baker, se hizo bajo el título Terror of the Vervoids, que es el título que se utiliza mayoritariamente desde entonces.